# أليكس دوبونت
أليكس دوبونت (بالفرنسية: Alex Dupont)‏ (1954 - 2020)، هو لاعب ومدرب كرة قدم من فرنسا، ولد في دونكيرك، ولعب كلاعب وسط.
توفي يوم 1 أغسطس 2020 بمدينة لا توربي.

## روابط خارجية
- أليكس دوبونت على موقع قاعدة بيانات كرة القدم.إي يو (الإنجليزية)
- أليكس دوبونت على موقع Soccerway.com (الإنجليزية)
- أليكس دوبونت على موقع عالم كرة القدم.نت (الإنجليزية)
- أليكس دوبونت على موقع GSA (الإنجليزية)